# 11. pehotni polk (Avstro-Ogrska)
Za druge 11. polke glejte 11. polk.
11. pehotni polk je bil pehotni polk avstro-ogrske skupne vojske.

## Zgodovina
Polk je bil ustanovljen leta 1629. 

### Prva svetovna vojna
Polkovna narodnostna sestava leta 1914 je bila: 20% Nemcev, 79% Čehov in 1% drugih. Naborni okraj polka je bil v Písku, pri čemer so bile polkovne enote garnizirane sledeče: Praga (štab, I., III. in IV. bataljon) in Prachatice (II. bataljon).
Med prvo svetovno vojno se je polk bojeval tudi na soški fronti.
V sklopu t. i. Conradovih reform leta 1918 (od junija naprej) je bilo znižano število polkovnih bataljonov na 3.

## Organizacija
1918 (po reformi)
- 1. bataljon
- 2. bataljon
- 3. bataljon

## Poveljniki polka
- 1859: Leonhard Nowey von Wundenfeld[8]
- 1865: Ferdinand Hofmann[9]
- 1879: Ernst Czihulka[10]
- 1908: Karl Lehmann[11]
- 1914: Karl Wokoun[1]